# 長岡市議会
長岡市議会（ながおかしぎかい）は、新潟県長岡市設置されている地方議会である。

## 概要

### 任期
4年

### 定数
34人

### 所在地
新潟県長岡市大手通1-4-10
長岡市役所アオーレ長岡本庁舎1階

### 委員会
- 議会運営委員会

#### 常任委員会
- 総務委員会
- 文教福祉委員会
- 産業市民委員会
- 建設委員会

#### 特別委員会
- 決算特別委員会
- 大河津分水・長岡東西道路整備推進特別委員会
- 議会活性化特別委員会

### 定例会
- 3月
- 6月
- 9月
- 12月

### 事務局
- 議会事務局
  - 議会総務課
    - 総務秘書係
    - 議事係
    - 政策調査係

## 会派
| 会派名                     | 議員数 | 党派          | 議員名（◎は代表者） | 女性議員数 | 女性議員の比率(%) |
| -------------------------- | ------ | ------------- | --- | ---------- | ----------------- |
| 市民クラブ                 | 15     | 自由民主党系  | ◎池田和幸 大竹雅春 田中茂樹 豊田朗 多田光輝 波多恵理 二ツ家和樹 大淵正文 金子陽奈子 丸山広司 関正史 松井一男 丸山勝総 酒井正春 五井文雄 | 2          | 13.33             |
| 長岡令和クラブ             | 5      | 民主系無所属  | ◎関充夫 神林克彦 松野憲一郎 五十嵐良一 山田省吾                                                                                         | 0          | 0                 |
| 日本共産党長岡市議会議員団 | 3      | 日本共産党    | ◎笠井則雄 服部耕一 長坂将志 | 0          | 0                 |
| 長岡市公明党               | 3      | 公明党        | ◎池田明弘 中村耕一 藤井達徳 | 0          | 0                 |
| 無所属クラブ               | 3      | 無所属        | ◎衣川広志 高橋美里 笠井綾華 | 2          | 66.66             |
| 無所属                     | 5      | 無所属(議長1) | 三澤寛人 桑原望 水科三郎 関貴志 加藤尚登                                                                                                | 0          | 0                 |
| 計                         | 34     |               | | 4          | 11.76             |

## 議員報酬等
| 役職   | 議員報酬        | 政務活動費 |
| ------ | --------------- | ---------- |
| 議長   | 月額 63万1000円 | 月額 6万円 |
| 副議長 | 月額 56万9000円 | 月額 6万円 |
| 議員   | 月額 53万2000円 | 月額 6万円 |

- 別途、年２回期末手当あり
- 政務活動費の残金は市に返還する義務がある
- 議員年金は2011年（平成23年）6月1日で廃止されている

## 定数の推移
「長岡市議会の議員の定数を定める条例」によって定数が決められている。
- 2007年（平成19年）4月22日選挙 - 38人
- 2015年（平成27年）4月26日選挙 - 38人→34人

## 議決・騒動

### 一般質問における見解主張での終了について
2019年に発覚した市内の官製談合事件の議題について、議会で質問した無所属の市議が自身の見解を主張して終わった。背景には議会内には、市側が市議に逆質問できる反問権を持たないことにあった。そのため、「市議の一方的な見解で終わると、印象操作につながりかねない」と懸念が起きたため、「質問で終える」明文化の検討が本格化した。2021年2月に市の議会運営委員会で、一般質問のルールに「質問は要望や意見で終えず、発言の最後は質問形式で終える」とする項目を追加することが決まった。

## 議会出身者
- 木村清三郎（衆議院議員・4代目長岡市長）
- 清沢俊英（衆議院議員・参議院議員）
- 三宅正一（衆議院議員）
- 山田又司（衆議院議員）
- 長谷川信（参議院議員）